# Kutoli
Kutoli (en georgiano: კუტოლი; en abjasio: Кәтол, romanizado: Kutol) es un pueblo que pertenece a la parcialmente reconocida República de Abjasia, dentro del distrito de Ochamchira, aunque de iure es parte del municipio de Ochamchire de la República Autónoma de Abjasia de Georgia.

## Toponimia
Anteriormente el pueblo se llamaba Kvitauli (en georgiano: კვიტოულის). 

## Geografía
Kutoli está a 21 km al noroeste de Ochamchire. Limita con Ygerda en el norte; Kindgi y Atara en el oeste, Labra y Kochara en el este; y también el pueblo de Tamishi en el sur. Las aldeas de Abaakiti, Ajivaa, Bzana, Kerkeni y Toumishi están bajo la administración del pueblo. 

## Historia
Su antiguo nombre es Kvitauli, y así es mencionado en el Sínodo de 1640 de León II Dadiani, el príncipe de Mingrelia, en el que se menciona que el príncipe enterró el cuerpo de su recién fallecida esposa Nestan-Darejan en el pueblo de Kutoli y se realizaron dos funerales en el palacio del pueblo.
El nombre del pueblo Kvitauli se usó de la misma manera en la segunda mitad del siglo XIX que en el siglo XVII. Esto se evidencia en el informe de la Sociedad para la Restauración Cristiana Ortodoxa del Cáucaso en 1862-1863, que confirma el pueblo de Kvitauli.
Siempre ha sido uno de los pueblos de mayor tamaño de todo Abzhua. Es de destacar que hasta hace poco los lugareños se referían a la aldea en ruso como Kvitauli (en ruso: Квитаули) pero por el decreto del 20 de abril de 1967, el pueblo fue nombrado oficialmente la variante abjasia del pueblo: Kutoli. A fines de la década de 1980, a la comunidad georgiana del pueblo se le ocurrió la idea de dividir la granja colectiva local según criterios étnicos, pero esta iniciativa no se llevó a la práctica.
Desde el comienzo de la guerra de Abjasia (1992-1993), Kutoli estuvo bajo el control de la parte georgiana y abjasia de forma alternativa pero cuando el pueblo pasó a manos de los abjasios de forma definitiva, se produjo la huida de la mayoría de georgianos. Kutoli resultó gravemente dañado por los combates, muchas casas fueron destruidas y grandes áreas fueron minadas.

## Demografía
La evolución demográfica de Kutoli entre 1886 y 2011 fue la siguiente:
| 1352                                                | 1795 | 3208 | 3755 | 2181 |
| (Fuente: Population of Abkhazia since Soviet times) |      |      |      |      |

La población ha disminuido la población más de un 40% (la mayoría de la población que se fue era en su mayoría georgiana) tras la guerra de Abjasia, en lo que se llama la limpieza étnica de georgianos en Abjasia. Anteriormente hubo una igualdad de números entre las comunidades georgiana y abjasia, pero hoy en día son mayoritarios los abjasios étnicos.
|              | 2011      | 2011       |
| Grupo étnico | Población | Porcentaje |
| ------------ | --------- | ---------- |
| Georgianos   | 35        | 1,6%       |
| Abjasios     | 2104      | 96,5%      |
| Rusos        | 31        | 1,3%       |
| Ucranianos   | 3         | 0,1%       |
| Armenios     | 1         | 0,1%       |
| Griegos      | 1         | 0,1%       |
| Total        | 2181      | 100%       |